# Mehli Mehta
Mehli Mehta (Bombaim, 25 de Setembro de 1908 - Santa Mónica (Califórnia), 19 de Outubro de 2002) foi um maestro e violinista parsi indiano. Foi o fundador da Orquestra Sinfônica de Bombaim. Foi pai de Zubin Mehta, também ele maestro.